# Фігурне катання на зимових Олімпійських іграх 1968
Змагання з фігурного катання на Зимових Олімпійських іграх 1968 проходили в трьох дисциплінах: чоловіче та жіноче одиночне катання та в парах. Змагання проходили зі середи 7-го по п'ятницю 16 лютого 1968 року в Гренобль на штучній ковзанці Палацу спорту.

## Календар
| • | Церемонія відкриття | • | Основна програма | • | Фінальні змагання | • | Церемонія закриття |

| лютий                     | 6 Вт | 7 Ср | 8 Чт | 9 Пт | 10 Сб | 11 Нд | 12 Пн | 13 Вт | 14 Ср | 15 Чт | 16 Пт | 17 Сб | 18 Нд |
| ------------------------- | ---- | ---- | ---- | ---- | ----- | ----- | ----- | ----- | ----- | ----- | ----- | ----- | ----- |
| чоловіче одиночне катання |      |      |      |      |       |       |       | •     | •     |       | •     |       |       |
| жіноче одиночне катання   |      | •    | •    |      | •     |       |       |       |       |       |       |       |       |
| парне катання             |      |      |      |      |       | •     |       |       | •     |       |       |       |       |
| церемонії                 | •    |      |      |      |       |       |       |       |       |       |       |       | •     |

## Країни-учасниці
У змаганні брало участь 96 (46 чоловіків та 50 жінок) з 17 країн (15/16).
- Австрія (8: чоловіків — 4; жінок — 4)
- Велика Британія (7: чоловіків — 3; жінок — 4)
- Угорщина (2: чоловіків — 1; жінок — 1)
- НДР (8: чоловіків — 4; жінок — 4)
- Італія (2: чоловіків — 1; жінок — 1)
- Канада (10: чоловіків — 5; жінок — 5)
- Польща (2: чоловіків — 1; жінок — 1)
- Румунія (1: чоловіків — 0; жінок — 1)
- СРСР (10: чоловіків — 5; жінок — 5)
- США (12: чоловіків — 6; жінок — 6)
- Франція (5: чоловіків — 3; жінок — 2)
- Західна Німеччина (11: чоловіків — 5; жінок — 6)
- Чехословаччина (8: чоловіків — 4; жінок — 4)
- Швейцарія (1: чоловіків — 0; жінок — 1)
- Швеція (1: чоловіків — 1; жінок — 0)
- Південна Корея (3: чоловіків — 1; жінок — 2)
- Японія (5: чоловіків — 2; жінок — 3)

## Медальний залік

### Таблиця
| Місце  | Країна            | Золото | Срібло | Бронза | Загалом |
| ------ | ----------------- | ------ | ------ | ------ | ------- |
| 1      | СРСР              | 1      | 1      | 0      | 2       |
| 1      | США               | 1      | 1      | 0      | 2       |
| 3      | Австрія           | 1      | 0      | 0      | 1       |
| 4      | НДР               | 0      | 1      | 0      | 1       |
| 5      | Франція           | 0      | 0      | 1      | 1       |
| 5      | Чехословаччина    | 0      | 0      | 1      | 1       |
| 7      | Західна Німеччина | 0      | 0      | 1      | 1       |
| Усього | Усього            | 3      | 3      | 3      | 9       |

### Медалісти
| Дисципліна                | Золото                                     | Срібло                                | Бронза                                    |
| ------------------------- | ------------------------------------------ | ------------------------------------- | ----------------------------------------- |
| чоловіче одиночне катання | Вольфганг Шварц · Австрія                  | Тім Вуд · США                         | Патрік Пера · Франція                     |
| жіноче одиночне катання   | Пеггі Флемінг · США                        | Габріела Зайферт · НДР                | Гана Машкова · Чехословаччина             |
| парне катання             | Людмила Бєлоусова · Олег Протопопов · СРСР | Тетяна Жук · Олександр Горелік · СРСР | Маргот Ґлоксгубер · Вольфганг Данне · США |